# Liste von Burgen, Schlössern und Festungen im Département Haute-Marne
Die Liste von Burgen, Schlössern und Festungen im Département Haute-Marne listet bestehende und abgegangene Anlagen im Département Haute-Marne auf. Das Département zählt zur Region Grand Est in Frankreich.

Wappen des Départements Haute-Marne (52)
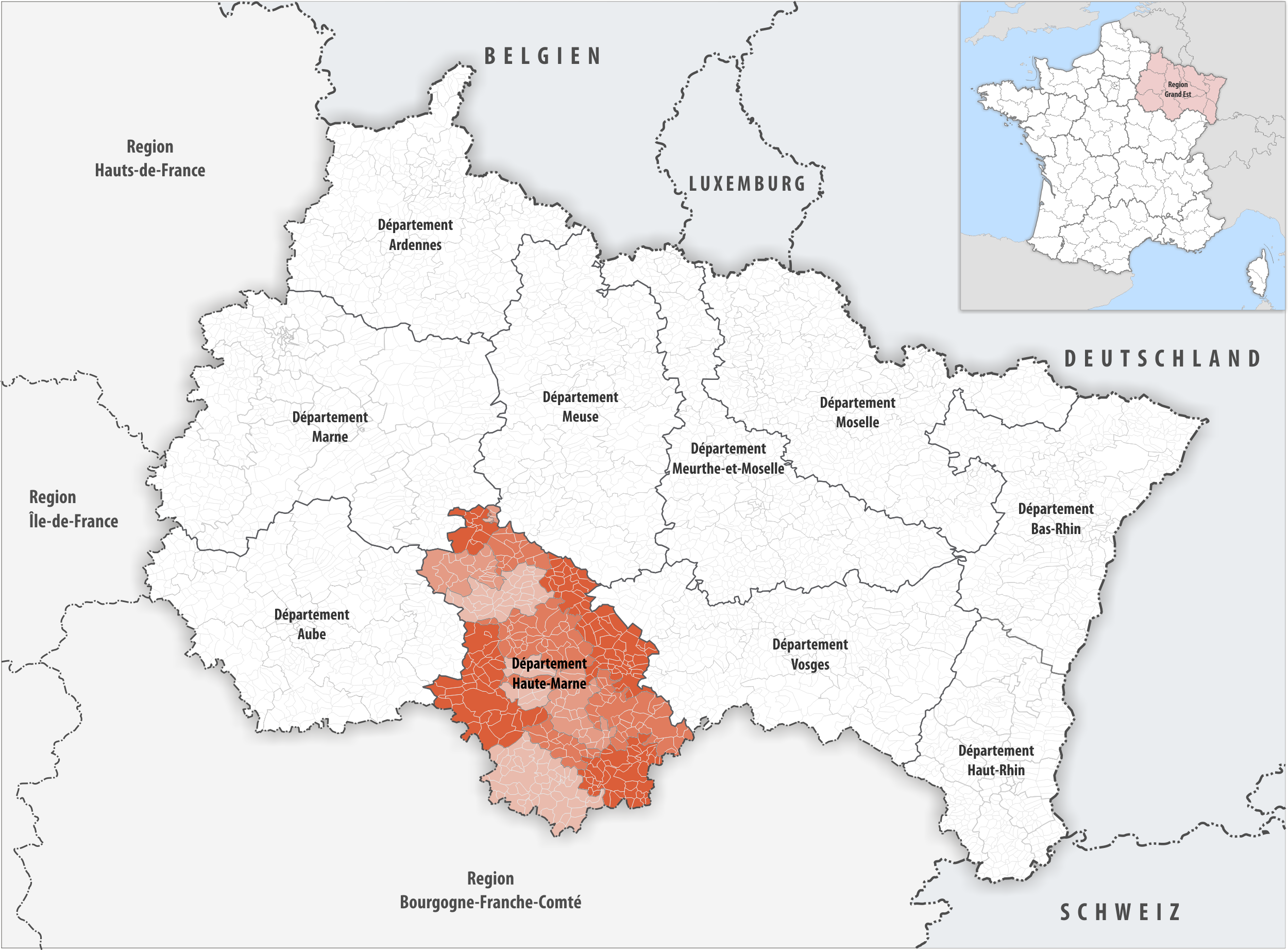
Lage des Départements Haute-Marne in der Region Grand Est
Lage der Region Grand Est in Frankreich

## Liste
Bestand am 5. November 2021: 21
| Name deu / fra                                                    | Gemeinde / Lage                                  | Typ (Untertyp) | Bemerkungen                                                | Bild |
| ----------------------------------------------------------------- | ------------------------------------------------ | -------------- | ---------------------------------------------------------- | ---- |
| Schloss Arc-en-Barrois Château d'Arc-en-Barrois                   | Arc-en-Barrois 47,947513° N, 5,007053° O         | Schloss        |                                                            |      |
| Schloss Auberive Château d'Auberive                               | Auberive 47,787187° N, 5,063541° O               | Schloss        |                                                            |      |
| Schloss Autreville-sur-la-Renne Château d'Autreville-sur-la-Renne | Autreville-sur-la-Renne 48,11536° N, 4,975972° O | Schloss        |                                                            |      |
| Schloss Chalancey Château de Chalancey                            | Chalancey                                        | Schloss        |                                                            |      |
| Burg Châteauvillain Château de Châteauvillain                     | Châteauvillain                                   | Burg           |                                                            |      |
| Schloss Cirey Château de Cirey                                    | Cirey-sur-Blaise                                 | Schloss        |                                                            |      |
| Schloss Dinteville Château de Dinteville                          | Dinteville                                       | Schloss        |                                                            |      |
| Schloss Ecot-la-Combe Château d'Ecot-la-Combe                     | Ecot-la-Combe                                    | Schloss        |                                                            |      |
| Schloss Le Grand Jardin Château du Grand Jardin                   | Joinville                                        | Schloss        |                                                            |      |
| Burg Lafauche Château de Lafauche                                 | Lafauche                                         | Burg           | Ruine                                                      |      |
| Schloss Melville Château de Melville                              | Saint-Martin-lès-Langres                         | Schloss        | Im Weiler Melville                                         |      |
| Festung La Mothe Citadelle de La Mothe                            | Outremécourt 48,211158° N, 5,683425° O           | Festung        | Bis auf geringe Reste verschwunden                         |      |
| Schloss Le Pailly Château du Pailly                               | Pailly                                           | Schloss        |                                                            |      |
| Schloss Pimodan Château de Pimodan                                | Échenay                                          | Schloss        |                                                            |      |
| Schloss Prauthoy                                                  | Prauthoy                                         | Schloss        |                                                            |      |
| Schloss Reynel Château de Reynel                                  | Reynel                                           | Schloss        |                                                            |      |
| Schloss Saint-Dizier Château de Saint-Dizier                      | Saint-Dizier                                     | Schloss        |                                                            |      |
| Schloss Le Val Château du Val (Villa du Val)                      | Humbécourt                                       | Schloss        |                                                            |      |
| Schloss Le Val des Écoliers Château du Val des Écoliers           | Verbiesles                                       | Schloss        | War im Ersten Weltkrieg Hauptquartier von General Pershing |      |
| Burg Vignory Château de Vignory                                   | Vignory                                          | Burg           | Ruine                                                      |      |
| Schloss Vroncourt Château de Vroncourt                            | Vroncourt-la-Côte                                | Schloss        |                                                            |      |